# Temporada 1951-52 de los New York Knicks
La Temporada 1951-52 fue la sexta de los New York Knicks en la NBA. La temporada regular acabó con 37 victorias y 29 derrotas, clasificándose para los playoffs, en los que acabaron subcampeones de liga, tras perder en las finales ante los Minneapolis Lakers.

## Elecciones en elDraft
| Ronda | Puesto | Jugador       | Posición   | Nacionalidad   | Universidad |
| ----- | ------ | ------------- | ---------- | -------------- | ----------- |
| 1     | 6      | Ed Smith      | Alero      | Estados Unidos | Harvard     |
| 2     | 15     | Roland Minson | Base       | Estados Unidos | BYU         |
| 6     | 55     | Al McGuire    | Base/Alero | Estados Unidos | St. John's  |

## Temporada regular
| División Este           | División Este | División Este | División Este | División Este | División Este | División Este | División Este | División Este |
| Equipo                  | G             | P             | %             | PD            | Casa          | Fuera         | Neutral       | Div           |
| ----------------------- | ------------- | ------------- | ------------- | ------------- | ------------- | ------------- | ------------- | ------------- |
| x-Syracuse Nationals    | 40            | 26            | .606          | -             | 26-7          | 12-18         | 2-1           | 21-15         |
| x-Boston Celtics        | 39            | 27            | .591          | 1             | 22-7          | 10-19         | 7-1           | 22-14         |
| x-New York Knicks       | 37            | 29            | .561          | 3             | 21-4          | 12-22         | 4-3           | 23-13         |
| x-Philadelphia Warriors | 33            | 33            | .500          | 7             | 24-7          | 6–25          | 3-1           | 14-22         |
| Baltimore Bullets       | 20            | 46            | .303          | 20            | 17-15         | 2–22          | 1-9           | 10-26         |

## Playoffs

### Semifinales de División
Boston Celtics vs. New York Knicks
| Fecha       | Partido                                      | Ciudad     |
| ----------- | -------------------------------------------- | ---------- |
| 19 de marzo | Boston Celtics 105, New York Knicks 94       | Boston     |
| 23 de marzo | New York Knicks 101, Boston Celtics 97       | Nueva York |
| 26 de marzo | Boston Celtics 87, New York Knicks 88 (2 OT) | Boston     |
|             | New York gana las series 2-1                 |            |

### Finales de División
Syracuse Nationals vs. New York Knicks
| Fecha      | Partido                                    | Ciudad     |
| ---------- | ------------------------------------------ | ---------- |
| 2 de abril | Syracuse Nationals 85, New York Knicks 87  | Syracuse   |
| 3 de abril | Syracuse Nationals 102, New York Knicks 92 | Syracuse   |
| 5 de abril | New York Knicks 99, Syracuse Nationals 92  | Nueva York |
| 8 de abril | New York Knicks 100, Syracuse Nationals 93 | Nueva York |
|            | New York gana las series 3-1               |            |

### Finales de la NBA
Minneapolis Lakers - New York Knicks
| Fecha       | Partido                                        | Ciudad      |
| ----------- | ---------------------------------------------- | ----------- |
| 12 de abril | Minneapolis Lakers 83, New York Knicks 79 (OT) | Saint Paul  |
| 13 de abril | Minneapolis Lakers 72, New York Knicks 80      | Saint Paul  |
| 16 de abril | New York Knicks 77, Minneapolis Lakers 82      | Nueva York  |
| 18 de abril | New York Knicks 90, Minneapolis Lakers 89 (OT) | Nueva York  |
| 20 de abril | Minneapolis Lakers 102, New York Knicks 89     | Saint Paul  |
| 23 de abril | New York Knicks 76, Minneapolis Lakers 68      | Nueva York  |
| 25 de abril | Minneapolis Lakers 82, New York Knicks 65      | Minneapolis |
|             | Minneapolis gana las finales 4-3               |             |

## Estadísticas
| Rk | Jugador           | Edad | P  | PT | MP   | TC  | TCI  | %TC  | 3P | 3PI | %3P | TL  | TLI | %TL  | RO | RD | RT   | AS  | RB | TAP | BP | FP  | PTS  |
| 1  | Max Zaslofsky     | 26   | 66 |    | 32.0 | 4.9 | 14.5 | .336 |    |     |     | 4.3 | 5.8 | .755 |    |    | 2.9  | 2.4 |    |     |    | 2.8 | 14.1 |
| 2  | Vince Boryla      | 24   | 42 |    | 34.3 | 4.8 | 12.4 | .387 |    |     |     | 2.3 | 2.7 | .835 |    |    | 5.2  | 2.1 |    |     |    | 2.9 | 11.9 |
| 3  | Harry Gallatin    | 24   | 66 |    | 29.3 | 3.5 | 8.0  | .442 |    |     |     | 4.2 | 5.2 | .806 |    |    | 10.0 | 1.7 |    |     |    | 3.4 | 11.2 |
| 4  | Nathaniel Clifton | 29   | 62 |    | 33.9 | 3.9 | 11.8 | .335 |    |     |     | 2.7 | 4.1 | .664 |    |    | 11.8 | 3.4 |    |     |    | 3.7 | 10.6 |
| 5  | Connie Simmons    | 26   | 66 |    | 23.6 | 3.4 | 9.1  | .378 |    |     |     | 2.7 | 3.8 | .689 |    |    | 7.1  | 1.8 |    |     |    | 3.2 | 9.5  |
| 6  | Ernie Vandeweghe  | 23   | 57 |    | 26.4 | 3.5 | 8.0  | .438 |    |     |     | 2.2 | 2.8 | .775 |    |    | 4.6  | 2.9 |    |     |    | 3.3 | 9.2  |
| 7  | Dick McGuire      | 26   | 64 |    | 31.5 | 3.2 | 7.4  | .430 |    |     |     | 2.9 | 4.5 | .631 |    |    | 5.2  | 6.1 |    |     |    | 2.8 | 9.2  |
| 8  | Ray Lumpp         | 28   | 62 |    | 21.2 | 3.0 | 7.7  | .387 |    |     |     | 1.5 | 1.9 | .756 |    |    | 2.0  | 2.0 |    |     |    | 2.7 | 7.4  |
| 9  | George Kaftan     | 23   | 52 |    | 18.4 | 2.2 | 5.9  | .375 |    |     |     | 1.8 | 2.6 | .687 |    |    | 3.8  | 1.7 |    |     |    | 2.1 | 6.2  |
| 10 | Herb Scherer      | 23   | 12 |    | 13.9 | 1.6 | 5.4  | .292 |    |     |     | 0.8 | 1.2 | .643 |    |    | 2.2  | 0.5 |    |     |    | 2.1 | 3.9  |
| 11 | Alfred McGuire    | 23   | 59 |    | 13.4 | 1.2 | 2.8  | .431 |    |     |     | 1.1 | 2.1 | .525 |    |    | 2.1  | 1.8 |    |     |    | 2.3 | 3.5  |